# Emil Kloth
 Emil Kloth  (* 23. Oktober 1864 in Klütz; † 4. Mai 1942 in Berlin) war ein deutscher Sozialdemokrat und Gewerkschaftsvorsitzender, der als Marxist während des Ersten Weltkrieges eine ultranationalistische Katharsis durchlief und nach der Novemberrevolution eine neue  Heimat bei rechten Parteien fand. 1932 trat er der NSDAP bei.

## Jugend und Ausbildung
Kloth wurde in Mecklenburg als Sohn eines Schneiders geboren. Nach dem Besuch der Volksschule erlernte er in Rostock den Beruf eines Buchbinders. Nach Abschluss der Lehre ging er auf Wanderschaft. Anfang 1884 landete er in Leipzig. Im radikalen Leipziger Arbeitermilieu mutierte der national gesinnte Kloth zum radikalen Sozialisten. Sein Gewerkschaftsbeitritt (und wohl auch sein Beitritt zur illegal operierenden Sozialdemokratie) datiert vom Sommer 1884. 1885 ging Kloth erneut auf Wanderschaft, die ihn bis nach Sizilien führte. Im September 1886 kehrte Kloth über München zurück nach Leipzig, wo er sich gewerkschaftlich und politisch stark engagierte.

## Leipziger Jahre
1888 verurteilte ein Gericht der 23-jährigen Buchbinder zu viereinhalb Monaten Haft wegen Verbreitung illegaler sozialdemokratischer Flugblätter, was seinen Ruf als militanter Sozialist festigte. In Leipzig konkurrierten gewerkschaftlich zunächst die 1885 ins Leben gerufene nationale Buchbindergewerkschaft (seit 1889: Unterstützungsverband der Vereine der in Buchbindereien und verwandten Geschäftszweigen beschäftigten Arbeiter) und ein lokaler Fachverband. Beide Organisationen bemühten sich um die 2.400 in Leipzig in Buchbindereien beschäftigten Kräfte.
In beiden Gruppierungen spielte Kloth eine herausragende Rolle und hatte diverse Ämter inne. Die Vereinigung beider Strömungen war weitgehend das Verdienst des jungen Kloth. 1884 beendete Kloth seine Tätigkeit als lohnabhängiger Buchbinder und machte sich mit einem Schreibwarengeschäft in Leipzig selbständig. Die ökonomisch unabhängige Position gab ihm die Möglichkeit, in gewerkschaftlichen Fragen zunehmend radikaler aufzutreten. Lokale gewerkschaftliche Erfolge, bei denen Kloth als verhandelnder Funktionär auftrat, erhöhten sein Renommee. Auf der SPD-Liste wurde er 1902 in die Leipziger Stadtverordnetenversammlung gewählt.
Innergewerkschaftlich richtete sich seine Kritik gegen den in Stuttgart residierenden Vorstand der Buchbindergewerkschaft und seinen Gewerkschaftsvorsitzenden Adam Dietrich (Verbandsname seit 1900: Deutscher Buchbinderverband). Dem Verbandsvorstand warf Kloth vor, bei Arbeitskämpfen zu vorsichtig zu operieren. Kloth verlangte, den Verbandssitz in den radikaleren Norden zu verlegen, um die Gewerkschaftsspitze vom gemäßigten süddeutschen Gewerkschaftsmilieu zu isolieren.
Auf dem 9. Verbandstag im Juli 1904 in Dresden setzte sich Emil Kloth mit seinen Ideen durch und wurde in einer Kampfabstimmung gegen Eugen Brückner zum Gewerkschaftsvorsitzenden gewählt. Gleichzeitig verlegten die Delegierten den Verbandssitz nach Berlin. Im Oktober 1904 trat Kloth in der Reichshauptstadt sein Mandat als hauptamtlich besoldeter Vorsitzender der freigewerkschaftlichen Buchdruckerorganisation an.

## Gewerkschaftsvorsitzender
In Berlin suchte Kloth zunächst, „rechte“ Vorstandsmitglieder und den Redakteur der Buchbinder-Zeitung Georg Schmidt aus dem Amt zu drängen; dies gelang teilweise.
1906 mündete eine von Kloth gestützte Berliner Resolution zur konsequenten Arbeitsruhe der in Buchbindereien beschäftigten Frauen und Männer zum 1. Mai in einer mehrmonatigen reichsweiten Aussperrung. Die mittlerweile wohlorganisierten Unternehmer nutzten die saisonale Wirtschaftsflaute, um der Gewerkschaft einen Arbeitskampf aufzuzwingen, der diese ökonomisch vollständig ruinierte. An Kloths unglücklicher strategischer Arbeitskampfführung entzündete sich innergewerkschaftlich massive Kritik. 1907 entging er auf dem Gewerkschaftstag bei der Wahl des Vorsitzenden nur knapp einer Abstimmungsniederlage.
Die desaströse Streikniederlage der gewerkschaftlich organisierten Buchbinder führte zu einer strategischen Neuausrichtung des Verbandes. Kloth rückte deutlich nach „rechts“ und propagierte nun auch langfristige tarifliche Arbeitsbeziehungen mit dazugehörigen Schiedsgerichten.
1907 schlossen sich nationale Buchbindergewerkschaften zu einer Gewerkschaftsinternationale zusammen (Internationales Buchbinder-Sekretariat). Die Delegierten wählten den deutschen Vorsitzenden, Repräsentant der größten Buchbinder-Gewerkschaft weltweit, zu ihrem Vorsitzenden und bestätigten diese Wahl bis 1914. Seine Gewerkschaft delegierte Kloth zum Internationalen Sozialisten-Kongress 1907 in Stuttgart, zum Kongress 1910 in Kopenhagen und zum außerordentlichen Kongress 1912 in Basel. Alle friedenspolitischen Resolutionen auf den Kongressen fanden Kloths Zustimmung.
Von 1899 bis 1919 erhielt Kloth (bis auf das Jahr 1902) ein Mandat für die nationalen Kongresse der Freien Gewerkschaften. Seine vielfältigen Redebeiträge auf den Kongressen reichten von der Massenstreikdebatte über die Maifeierbewegung bis hin zum gewerkschaftlichen Pressewesen. Den Vorschlag eines Delegierten, 1914 für das höchste Amt in der Generalkommission der Gewerkschaften Deutschlands zu kandidieren, lehnte er ab. 
In der Vorständekonferenz der deutschen Gewerkschaften gehörte er seit 1904 zu den meinungsfreudigsten Debattenrednern. Sein Einfluss stieg mit jeder Wahl zum Vorsitzenden auf den Buchdruckerkongressen. Im März 1909 gelang ihm der Einzug in die Stadtverordnetenversammlung auf der SPD-Liste der damals noch selbstständigen Kommune Rixdorf (seit 1912: Neukölln). Als stellvertretender Redakteur der gewerkschaftlichen Buchbinder-Zeitung beteiligte sich Kloth an allen wichtigen gewerkschaftlichen Diskussionen. Kloth kannte die gesamte deutschsprachige marxistische Literatur seiner Zeit. Seit 1907 zählte er zu den regelmäßigen Mitarbeitern des sozialdemokratischen Theorieorgans „Die Neue Zeit“. Seinem Herausgeber Karl Kautsky stand Kloth politisch nahe. Von 1910 bis 1913 legte der Gewerkschaftsvorsitzende zwei opulente Bände zur Geschichte der gewerkschaftlichen Buchbinderbewegung vor, die von zeitgenössischen Rezensenten der Arbeiterbewegung äußerst wohlwollend aufgenommen wurden. Mit 35.000 Mitgliedern stand der Buchbinderverband kurz vor Kriegsausbruch 1914 organisatorisch so gut wie noch nie da.

## Auf dem Weg in die Urkatastrophe
Nach Kriegsausbruch unterstützte Kloth – wie die gesamte Spitze der freien deutschen Gewerkschaftsbewegung – die deutsche Reichsleitung bei ihren Kriegsanstrengungen (Burgfriede). Als gemeinsamer Feind galt der russische Zarismus, der auch die Errungenschaft der deutschen Arbeiterbewegung bedrohe.
Kloth setzte allerdings rasch nationalistische Akzente. Bereits 1915 forderte er nach gewonnenem Krieg zusätzlich Kolonien für Deutschland. Politisch stand der Buchbinder-Vorsitzende der Lensch-Cunow-Haenisch-Gruppe nahe, deren Mitglieder nicht mehr das zaristische Russland, sondern England als Hauptgegner ansahen. Nach Einberufung des leitenden Redakteurs der Buchbinder-Zeitung redigierte Kloth zusätzlich das Gewerkschaftsblatt und machte es regelrecht zu einem Propagandablatt der Obersten Heeresleitung.
Friedenspolitische Initiativen der Sozialdemokratie im Jahre 1917 lehnte der Gewerkschaftsvorsitzende der Buchbinder rundweg ab. Nur ein Siegfriede Deutschlands mit umfangreichen kolonialen Erwerbungen – so seine Argumentation – garantiere die auskömmliche Existenz der deutschen Arbeiterklasse, die sonst zum Ausbeutungsobjekt fremder Kapitalinteressen werde. Zum Kriegsende hin lehnte der „Vorwärts“, Zentralorgan der deutschen Sozialdemokratie, es ab, Kloths Analysen zu veröffentlichen; stattdessen publizierten Kloth nun in nationalistischen bürgerlichen Blättern wie der „Täglichen Rundschau“. Sein „Markenzeichen“: die Rechtfertigung deutscher Kriegsziele mit Zitaten der sozialistischen Klassiker (Marx, Engels, Lassalle, Bebel). Gleichwohl unterschieden sich seine kriegspolitischen Forderungen nur graduell vom „Alldeutschen Verband“. Unverkennbar: Während des Krieges hatte der Gewerkschaftsvorsitzende in diversen Kriegsnotkomitees Kontakte zu alldeutschen und nationalistischen Kreisen gepflegt, die ihn maßgeblich beeinflussten.
Kloths Thesen blieben innergewerkschaftlich nicht unwidersprochen. In Leipzig und Berlin gewannen ab 1916 sozialistische Kriegsgegner im Buchbinderverband die Oberhand, die den kriegsverherrlichenden Kurs des Vorsitzenden (und der Mehrheit des Vorstandes) nicht mehr mittragen wollten. Vor allem Frauen, die in der Gewerkschaft während des Krieges die Mehrheit bildeten, ließen sich in den beiden wichtigsten Buchmetropolen Leipzig und Berlin nicht mehr majorisieren.

## Loslösung von der sozialistischen Arbeiterbewegung
Auf dem 11. Verbandstag vom 28. Juli bis 4. August 1919 in Würzburg forderte eine starke linke Opposition im Deutschen Buchbinderverband, die politisch der USPD und der KPD nahestand, die Abwahl des Vorsitzenden. Dieser hatte 1919 begonnen, seine Meinung mit antisemitischen Vokabeln zu versehen. Eine gemäßigte sozialdemokratische Gruppe präsentierte mit dem angesehenen Verbandskassierer Eugen Haueisen eine personelle Alternative. Angesichts einer drohenden Abwahl verzichtete Kloth auf eine erneute Kandidatur als Vorsitzender und trat Ende August 1919 aus der Gewerkschaft aus. Zur gleichen Zeit erreichte die Gewerkschaft mit 76.000 Mitgliedern ihren höchsten Stand.
Die SPD schloss Kloth im Sommer 1919 aus, da er in einem Publikationsorgan des Alldeutschen Verbandes heftige antisemitische Attacken gegen den Vorwärts geritten hatte.

## Nationalistische Metamorphose
Im Januar 1920 trat Kloth der Deutschen Volkspartei (DVP) bei. Wenig später erhielt er eine Anstellung als Generalsekretär bei der Berliner Reichsgeschäftsstelle. Generalsekretär war allerdings ein Allerweltstitel, den viele lokale und regionale Parteifunktionäre führten. Seine neue Funktion: Gewerkschaften und die SPD zu „beobachten“ und neue Arbeiterwähler für die konservative Volkspartei zu gewinnen. Faktisch drehten sich alle seine Artikel in der DVP-Presse um den Krieg, die Schuld am Kriegsausbruch, den Kriegsverlauf, die Niederlage, den Friedensschluss und den auferlegten Reparationszahlungen. Den Führern der Sozialdemokratie gab er die Hauptschuld an der Niederlage, für die – nach seinen Worten – die Arbeiterklasse nun zu büßen habe.
In der DVP stand Kloth auf dem äußerst rechten Flügel. Im Essener DVP-Blatt Das freie Wort ließ er seinem Antisemitismus freien Lauf. Der ehemalige Gewerkschaftsführer wurde im Januar 1923 entlassen, weil die Geldentwertung die DVP in größte Schwierigkeiten brachte und sie ihren Funktionärskader verkleinern musste.
Nach einem Intermezzo als leitender Angestellter in einer Berliner Großbuchbinderei meldete sich Kloth 1924 als Redakteur des Blattes Der Deutsche Vorwärts. Wochenblatt für Wirtschaft und Arbeit. Organ für nationalgesinnte Arbeiterführer in die Politik zurück. Im März 1924 trat er der Deutschnationalen Volkspartei (DNVP) bei, die ihn künftig als „Zugpferd“ bei den Wahlen für die Bezirksversammlung im Arbeiterbezirk Berlin-Neukölln einsetzte. Mit seinem Parteieintritt erhielt Kloth eine hauptamtliche Anstellung als Redakteur am Berliner DNVP-Blatt.
Reichsweite Aufmerksamkeit errang Kloth im sogenannten „Magdeburger Prozess“. Im Mai 1924 hatte das Gericht den Reichspräsidenten Friedrich Ebert des Landesverrats für schuldig befunden. Zu diesem Urteil trug Kloth als Zeuge ganz maßgeblich bei. Im Prozess wartete er mit Details aus der Vorständekonferenz der Gewerkschaften, wo es um den Eintritt Eberts in die Streikleitung des Munitionsarbeiterstreiks im Januar 1918 in Berlin ging.
Konflikte mit dem Gewerkschaftsflügel der DNVP, der in die christliche Gewerkschaftsbewegung integriert war, führten dazu, dass Kloth 1925 seine hauptamtliche Anstellung in der DNVP verlor. Kloth warf den deutschnationalen Gewerkschaftern vor, sich zu eng an die Sozialdemokratie anzulehnen. Der Entlassene verdiente künftig als freier Schriftsteller seinen Lebensunterhalt und rückte im nationalistischen Lager immer weiter nach rechts. Zum 1. August 1932 trat er der NSDAP bei (Mitgliedsnummer 1.274.030).

## Nazi-Funktionär
Kloth profitierte unmittelbar von der Gleichschaltung der Gewerkschaften nach der nationalsozialistischen Machteroberung. Am 8. und 9. Juni 1933 hoben die nationalsozialistischen Okkupanten im traditionsreichen Haus der Deutschen Buchdrucker in Berlin-Kreuzberg den „Deutschen Arbeiterverband des Graphischen Gewerbes“ aus der Taufe. Im Juli 1933 zog die gleichgeschaltete Reichsfachleitung der Buchbinder ins alte freigewerkschaftliche Buchdruckerhaus ein und im Juli 1933 ernannte der nationalsozialistische Verbandsleiter Emil Kloth zum Leiter der Fachschaft Buchbinder.
Kloth publizierte künftig im „Korrespondent“. Das traditionsreiche Blatt des Verbandes der Deutschen Buchdrucker führte der nationalsozialistische Arbeiterverband mit der alten Jahrgangszählung weiter. Sein Rücktritt vom Amt als Fachschaftsleiter erfolgte Ende 1935. Die Gründe bleiben unklar. Einiges spricht für ein „unehrenhaftes“ Ausscheiden. In Konflikten mit Unternehmern musste er mehrfach klein beigeben. Am „Korrespondent“ arbeitete er allerdings nach 1935 weiterhin intensiv mit. 
Neue Wirkungsmöglichkeiten boten Kloth historische Arbeitsfelder. Auf Honorarbasis arbeitete er an zwei Forschungsinstituten gleichzeitig mit. Es handelte sich um das 1935 von der Deutschen Arbeitsfront (DAF) gegründete Arbeitswissenschaftliche Institut (AWI) und das 1933 gegründete „Reichsinstitut für Geschichte des neuen Deutschlands“. In seinen „Forschungsarbeiten“ suchte der ehemalige Gewerkschaftsvorsitzende die landesverräterische Rolle der Gewerkschaftsführung im Weltkrieg zu belegen. Im Herbst 1937 muss Kloth allerdings nach Reorganisationsmaßnahmen das Arbeitswissenschaftliche Institut wieder verlassen.
Seinen 75. Geburtstag – kurz nach Ausbruch eines neuen Weltkrieges – würdigte noch die DAF. Kloth antwortete mit einer Laudation auf Adolf Hitler und die neugeschaffene Volksgemeinschaft.
Emil Kloth starb am 4. Mai 1942 in Berlin-Neukölln an Herzversagen. 

## Werke (Auswahl)
- Arbeiterschaft und Sozialdemokratie. Staatspolitischer Verlag, Berlin 1920
- Einkehr. Betrachtungen eines sozialdemokratischen Gewerkschafters über die Politik der deutschen Sozialdemokratie. Deutscher Volks-Verlag, München 1920
- Geschichte des deutschen Buchbinderverbandes. Deutscher Buchbinderverband, Berlin 1910 – 1913. 2 Bände
- Parteien und Gewerkschaften. Brunnen Verlag, München 1928
- Sozialdemokratie und Judentum. Deutscher Volks-Verlag, München 1920

## Sekundärliteratur
- Festschrift zum 25jähr. Bestehen des Fachvereins der in Buchbindereien und verwandt. Berufszweigen beschäftigten Arbeiter und Arbeiterinnen von Leipzig und Umgebung. Ein Beitrag zur Entwicklung der Buchbinderorganisation Leipzig. Leipzig 1909
- Karl Heinz Roth: Intelligenz und Sozialpolitik im "Dritten Reich". Eine methodisch-historische Studie am Beispiel des Arbeitswissenschaftlichen Instituts der Deutschen Arbeitsfront, München [u. a.]: Saur 1993, ISBN 3-11-199988-2.
- Rüdiger Zimmermann: Emil Kloth (1864-1943). Vom marxistischen Gewerkschaftsvorsitzenden zum bekennenden Nazi. Beb.ra, Berlin 2014, ISBN 978-3-95410-050-7